# قائمة مواقع التراث العالمي المعرضة للخطر
- ستة مواقع أو أكثر
- خمسة مواقع
- أربعة مواقع
- ثلاثة مواقع
- موقعان
- موقع واحد

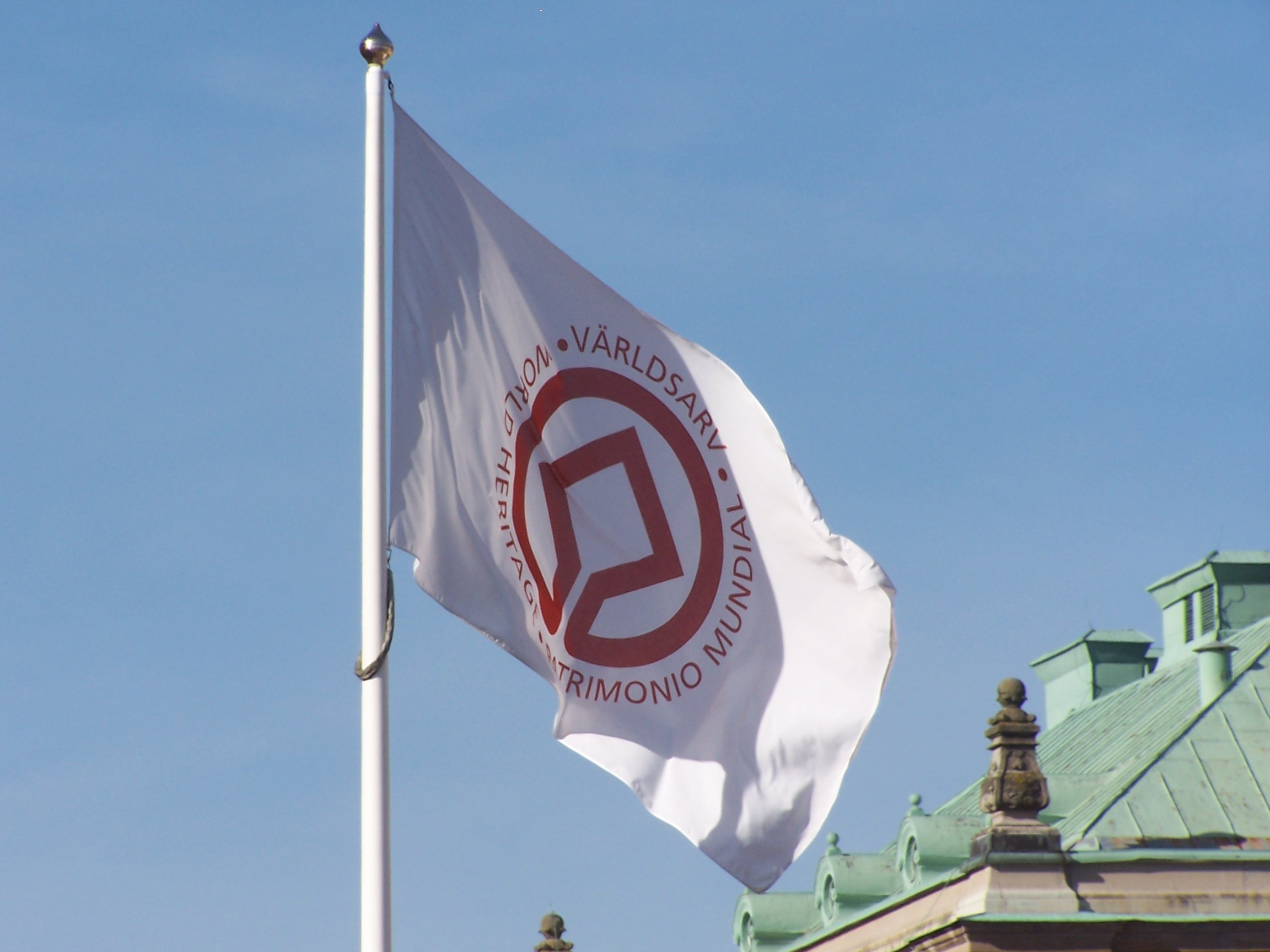
علم موقع تراث عالمي

البلدان التي لديها مواقع التراث العالمي المعرضة للخطر. عدد المواقع مشار إليه حسب اللون:

مواقع التراث العالمي هي معالم تقوم لجنة التراث العالمي في اليونسكو بترشيحها ليتم إدراجها ضمن برنامج مواقع التراث الدولية التي تديره اليونسكو. وضعت اليونسكو اتفاقية التراث العالمي عام 1972، وعنوانها الكامل هو «اتفاقية متعلقة بحماية مواقع التراث العالمي الثقافية والطبيعية».
وضعت الاتفاقية أساساً لتحديد وإدارة مواقع التراث العالمي. وفقاً للمادة 11.4 من الاتفاقية، يحق لمنظمة اليونسكو، من خلال لجنة التراث العالمي أن تدرج مواقع التراث العالمي المهددة والتي تتطلب مساعدة كبيرة في «قائمة مواقع التراث العالمي المعرضة للخطر». يهدف هذا الإجراء إلى زيادة الوعي الدولي للأخطار التي تتهدد المواقع التراثية وتشجيع اتخاذ إجراءات مضادة.
قد تكون التهديدات التي يتعرض لها موقع تراث مخاطر مؤكدة أو محتملة، قد يكون لها آثار سلبية على الخصائص المميزة للموقع.
في حالة المواقع الطبيعية، تتضمن الأخطار المؤكدة انخفاض خطير في الكائنات التي تتواجد في الموقع، أو الأنواع الأخرى ذات القيمة أو تدهور الجمال الطبيعية أو القيمة العلمية للموقع بفعل أنشطة بشرية كقطع الأشجار والتلوث والمستوطنات البشرية والتعدين والزراعة والأشغال العامة الكبرى. تتضمن المخاطر المؤكدة للمواقع الثقافية تدهور خطير في المواد والهياكل والتماسك المعماري وفقدان الأصالة التاريخية أو الأهمية الثقافية. وتشمل الأخطار المحتملة للمواقع الثقافية والطبيعية كل من مشاريع التنمية والصراعات المسلحة ومحدودية نظم الإدارة، وتغيّر قوانين حماية الممتلكات. بالنسبة للمواقع الثقافية، فإن التغييرات التدريجية التي تسببها الظروف الجيولوجية والمناخ والبيئة تكون أخطاراً محتملة.
قبل إدراج أي موقع على قائمة مواقع التراث العالمي المهددة بالخطر، يتم تقييم حالتها ويتم وضع برنامج للتدابير التصحيحية بالتعاون مع الجهات المعنية في الدولة. ويكون القرار النهائي حول إدراج الموقع في قائمة الخطر بيد اللجنة. هذا وقد تخصص اللجنة دعماً مالياً من صندوق التراث العالمي للموقع المذكور. يتم مراجعة حالة حفظ الموقع سنوياً. وبناءً على نتائج المراجعة، قد تتطلب اللجنة إجراء تدابير إضافية أو قد تحذف الموقع من قائمة الخطر إذا كانت الأخطار قد أزيلت، أو قد تنسّب بحذف الموقع من قائمة التراث العالمي المهددة بالخطر ومن قائمة التراث العالمي ككل. من مواقع التراث العالمي السابقة، تم شطب موقع «وادي إلبه درسدن» بعد أن نسّبت اللجنة المواقع المهددة بالخطر بشطبه، في حين تم شطب محمية المها العربي في عُمان مباشرة من قائمة التراث.
عام 2012، تضمنت قائمة مواقع التراث العالمي في قائمة الخطر 38 موقعاً (17 موقع طبيعي و21 موقع ثقافي). تقع معظم هذه المواقع في العالم النامي، إذ يقع 17 منها في أفريقيا (منها 5 مواقع في جمهورية الكونغو الديمقراطية، و9 مواقع في آسيا، و 8 مواقع في الأمريكيتين و 4 في أوروبا. تقع معظم المواقع الطبيعية المهددة في أفريقيا (12 موقع تحديداً). من الجدير بالذكر أن عام 2015 شهد تسجيل عدد من مواقع التراث العالمي في الدول العربية في قائمة الخطر، شملت المواقع المهددة في اليمن وفلسطين. كما شهد عام 2016 تسجيل جميع مواقع التراث العالمي في ليبيا في قائمة الخطر إلى جانب مواقع أخرى في مالي ومكرونيزيا وأوزباكستان.
أحياناً، أدى تسجيل موقع في قائمة المواقع المعرضة للخطر إلى تظافر الجهود وتخصيص التمويل، ما أدى إلى تطوّر إيجابي في بعض المواقع كأرخبيل غالاباغوس ومنتزه يلوستون الوطني، لكن تعرضت القائمة واليونسكو نفسها للنقد.
شككت الأطراف المعنية في السلطة التي تتمتع بها اللجنة حتى تعلن عن موقعٍ في خطر دون موافقتهم. لم تحفل بعض الدول كثيراً بقائمة مواقع التراث العالمي المعرّضة للخطر، ولم تستخدمها بناء على الهدف الذي وجدت من أجله، بل اعتبرتها قائمة سوداء. وقد أفادت كريستينا كاميرون بروفيسورة في كلية العمارة ومديرة معهد كندا لأبحاث التراث، جامعة مونتريال أن القائمة استخدمت كأداة سياسية للفت انتباه الدول الأطراف.
أشار الاتحاد الدولي لحفظ الطبيعة إلى أن اليونسكو تشير لقائمة مواقع الترث العالمي المعرضة للخطر (دون ذكر الموقع فعلياً) في عدد من الحالات، حيث كان من الممكن تحديد التهديد أو الخطر بسهولة من قبل الدولة المعنية. كما يجادل الاتحاد أن إدراج موقع في القائمة على أنه مهدد لفترة زمنية طويلة أمر مشكوك فيه وأن ثمة آليات آخرى للحفاظ على مواقع التراث يجب أن تتبع في هذه الحالات.

## مواقع مدرجة حالياً
الاسم؛ كما أدرجته لجنة التراث العالمي
الموقع؛ اسم المدينة أو المقاطعة مع اسم الدولة؛ 
المعيار؛ فئة تصنيف الموقع
سنة التسجيل؛ السنة التي أختير كموقع تراث (WHS)
أدرجت في قائمة الخطر؛ السنة التي ظهر فيها الموقع في قائمة الخطر
السبب؛ الأخطار التي يتعرض لها الموقع بحسب اليونسكو
| الاسم                                                  | الصورة | الموقع                                                                                                 | النوع                               | سنة التسجيل | أدرجت في قائمة الخطر | السبب |
| ------------------------------------------------------ | --- | --- | ----------------------------------- | ----------- | -------------------- | --- |
| أبو مينا                                               | | أبو صير (الإسكندرية)، · مصر · 30°50′30″N 29°39′50″E / 30.84167°N 29.66389°E                            | ثقافي: (iv)                         | 1979        | 2001                 | انهيارات في المنطقة ناجمة عن الطين المتجمع على السطح، إذ يصبح عبارة عن مادة شبه سائلة عند توافر مياه زائدة |
| جبال العير                                             | كثبان رملية في الصحراء، تبدو مركبات على الطريق الوعرة والجبال على مسافة منها.                                                               | منطقة أرليت، · النيجر · 18°17′N 8°0′E / 18.283°N 8.000°E                                               | طبيعي: (vii), (ix), (x)             | 1991        | 1992                 | صراع عسكري واضطرابات مدنية في المنطقة، فضلاً عن انخفاض مستوى الحياة البرية وتدهور الغطاء النباتي |
| حلب القديمة                                            | جانب من مدينة حلب يُظهر السور والمسجد. | حلب، سوريا · 36°14′0″N 37°10′0″E / 36.23333°N 37.16667°E                                               | ثقافي: (iii)(iv)                    | 1986        | 2013                 | صراع عسكري |
| بصرى                                                   | المدرج. | درعا، سوريا · 32°31′5″N 36°28′54″E / 32.51806°N 36.48167°E                                             | ثقافي: (i)(iii)(vi)                 | 1980        | 2013                 | صراع عسكري |
| دمشق                                                   | أطلال مبنى حجري مع الأعمدة وبدون سقف. | دمشق، سوريا · 33°30′41″N 36°18′23″E / 33.51139°N 36.30639°E                                            | ثقافي: (i)(ii)(iii)(iv)(vi)         | 1979        | 2013                 | صراع عسكري |
| المدن المنسية                                          | أنقاض المباني الحجرية مع الأعمدة. | سوريا · 36°20′3″N 36°50′39″E / 36.33417°N 36.84417°E                                                   | ثقافي: (iii)(iv)(v)                 | 2011        | 2013                 | صراع عسكري |
| مدينة آشور (القلعة الشرقية)                            | سلسلة من ثلاث بوابات مقوسة مصنوعة من الحجارة البسيطة. على ما يبدو أن هذا الجزء هو الوحيد الذي نجا من أصل مبنى أكبر.                         | محافظة صلاح الدين، · العراق · 35°27′24″N 43°15′45″E / 35.45667°N 43.26250°E                            | ثقافي: (iii), (iv)                  | 2003        | 2003                 | خزان مائي غمرت مياهه الموقع جزئياً في أعقاب الحرب على العراق؛ عدم وجود حماية كافية. |
| كاثدرائية باغراتي ودير غيلاتي                          | أنقاض كنيسة بنيت من الحجر، مع أعلى نقطة في المنحنيات.                                                                                       | إيمريتي، · جورجيا · 42°15′44″N 42°42′59″E / 42.26222°N 42.71639°E                                      | ثقافي: (iv)                         | 1994        | 2010                 | مشروع إعادة إعمار ضخم، من شأنه أن يؤدي إلى تقويض سلامة الموقع. |
| الحاجز المرجاني في بليز                                | Underwater image of a green stone like object with patterns on the surface resembling a brain.                                              | بليز، ستان كريك ومنطقة توليدو · بليز · 17°19′N 87°32′W / 17.317°N 87.533°W                             | طبيعي: (vii), (ix), (x)             | 1996        | 2009                 | قطع أشجار المانغروف ومشاريع التنمية المفرطة. |
| تشان تشان                                              | Ruins of former buildings in a desert setting consisting of low walls with a fishnet pattern.                                               | منطقة لا ليبرتاد، · البيرو · 8°6′40″S 79°04′30″W / 8.11111°S 79.07500°W                                | ثقافي: (i), (iii)                   | 1986        | 1986                 | تآكل طبيعي. |
| منتزه كوميه الوطني                                     | Map of a roughly square shaped country with a coast along its southern side. A location is marked in the Northeast of the country by a dot. | زان زان، · ساحل العاج · 9°10′N 3°40′W / 9.167°N 3.667°W                                                | طبيعي: (ix), (x)                    | 1983        | 2003                 | الاضطرابات المدنية، الصيد الجائر وعدم وجود آليات إدارة فعّالة. |
| كورو ومرفأها                                           | A street with single-storied colorful houses                                                                                                | فالكون · فنزويلا · 11°25′N 69°40′W / 11.417°N 69.667°W                                                 | ثقافي: (iv), (v)                    | 1993        | 2005                 | لحقت أضرار بعدد كبير من الهياكل بسبب الأمطار الغزيرة التي هطلت في المنطقة في الفترة من تشرين الثاني (نوفمبر) 2004 وشباط (فبراير) 2005، وبناء نصب تذكاري وممشى شاطئي وبوابة للمدينة في المنطقة العازلة، ما كان له تأثير كبير على قيمة الموقع. |
| قلعة الحصن (حمص) وقلعة صلاح الدين الأيوبي (سوريا)      | قلعة من الحجر الرمادي. | محافظة حمص واللاذقية، سوريا · 34°46′54″N 36°15′47″E / 34.78167°N 36.26306°E                            | ثقافي: (ii)(iv)                     | 2006        | 2013                 | صراع عسكري. |
| بوذا باميان                                            | A large niche in a rock with the outline of a human figure.                                                                                 | ولاية باميان، · أفغانستان · 34°49′55″N 67°49′36″E / 34.83194°N 67.82667°E                              | ثقافي: (i), (ii), (iii), (iv), (vi) | 2003        | 2003                 | وضع هش غير محافظ عليه جرّاء الإهمال والأعمال العسكرية في المنطقة وانفجارات الديناميت، ما سبب مخاطر انهيار محاريب بوذا، بالإضافة إلى تدهور المزيد من جداريات الكهوف والنهب والحفريات غير المشروعة.                                             |
| رينيل الشرقية                                          | Dugout Canoe in the Rennell Island lagoon, Solomon Islands.                                                                                 | مقاطعة رينول وبيلونا، · جزر سليمان · 11°40′59″S 160°10′59″E / 11.68306°S 160.18306°E                   | طبيعي: (ix)                         | 1998        | 2013                 | لحقت أضرار في الموقع بسبب قطع الأشجار وتأثيرها على النظام البيئي المحلي |
| متنزه ايفرجليدز الوطني                                 | A large white bird with black wingtips and a long slightly curved beak is perched on a branch above grassland.                              | فلوريدا، · الولايات المتحدة · 25°19′N 80°56′W / 25.317°N 80.933°W                                      | طبيعي: (viii), (ix), (x)            | 1979        | 1993–2007, 2010      | الأضرار الناجمة عن إعصار أندرو وتدفق المياه وتدهور نوعيتها نتيجة التطوير الزراعي والحضري (1993)؛ استمرار تدهور الموقع أدى إلى فقدان الموائل البحرية وتدهور التنوع البحري (2010).                                                             |
| تحصينات الساحل الكاريبي في بنما: بورتوبيلو سان لورينزو | Ruins of stone fortifications near water.                                                                                                   | مقاطعة كولون · بنما · 9°33′14″N 79°39′21″W / 9.55389°N 79.65583°W                                      | ثقافي: (i), (iv)                    | 1980        | 2012                 | العوامل البيئية وانعدام الصيانة والتنمية الحضرية. |
| مصانع نترات الصوديوم في همبرستون وسانتا لاورا          | Industrial structure in a desert setting.                                                                                                   | تاراباكا · تشيلي · 20°12′30″S 69°47′40″W / 20.20833°S 69.79444°W                                       | ثقافي: (ii), (iii), (iv)            | 2005        | 2005                 | طبيعة الهياكل الهشة بسبب انعدام الصيانة لمدة 40 عام، كما تعرض الموقع للأضرار والتخريب وبعض التفكك والنهب. |
| حديقة غارامبا الوطنية                                  | Bird's eye view of a river running through grassland interspersed by trees.                                                                 | أوريونتال (مقاطعة)، · جمهورية الكونغو الديمقراطية · 4°0′N 29°15′E / 4.000°N 29.250°E                   | طبيعي: (vii), (x)                   |             | 1984–1992، 1996      | الحد من أعداد وحيد القرن الأبيض الشمالي (1984)؛ والصيد غير المشروع لاثنين من هذه الحيوانات، قلت ثلاثة من حراس الغابات وعدم وجود خطة لتدابير تصحيحية من قبل السلطات (1996).                                                                   |
| محمية المدينة ومتحف متسخيتا                            | A compact tall stone church with a circular tower above the apsis.                                                                          | متسخيت · جورجيا · 41°51′N 44°43′E / 41.850°N 44.717°E                                                  | ثقافي: (iii), (iv)                  | 1994        | 2009                 | مخاوف بشأن الحفاظ على الموقع. |
| مدينة زبيد التاريخية                                   | White minaret and mosque. | الحديدة، · اليمن · 14°12′N 43°19′E / 14.200°N 43.317°E                                                 | ثقافي: (ii), (iv), (vi)             | 1993        | 2000                 | تدهور حالة المباني التاريخية، تم إدراجها في قائمة المواقع المعرضة للخطر بطلب من الدولة. |
| مدينة صنعاء القديمة                                    | Sanaa_(2884497454).jpg. | صنعاء، · اليمن · 15°21′20″N 44°12′29″E / 15.355556°N 44.208056°E                                       | ثقافي، طبيعي: (iv)(v)(vi)           | 1986        | 2015                 | تعرضت إلى أضرار جسيمة جراء النزاع المسلح الذي تشهده البلاد. |
| مدينة شبام وسورها                                      | | مملكة حضرموت، · اليمن · 15°55′N 48°37′E / 15.917°N 48.617°E                                            | ثقافي، طبيعي: (iii)(iv)(v)          | 1982        | 2015                 | تتعرض لأخطار محدقة بسبب النزاع الدائر في اليمن. |
| حديقة كاهوزي بييغا الوطنية                             | A gorilla in a shrub. | كيفو الجنوبية · ومانيما، · جمهورية الكونغو الديمقراطية · 2°30′S 28°45′E / 2.500°S 28.750°E             | طبيعي: (x)                          | 1980        | 1997                 | إزالة الغابات، والصيد، فضلاً عن الحروب والنزاعات الأهلية. |
| ليفربول، المرفأ التجاري                                | A montage of several pictures showing a western city near water.                                                                            | ليفربول · بريطانيا، · المملكة المتحدة · 53°24′24″N 2°50′40″W / 53.40667°N 2.84444°W                    | ثقافي: (ii), (iii), (iv)            | 2004        | 2012                 | يرجع ذلك إلى مشروع إعادة تطوير دوكلاندز التاريخية المعروفة باسم ليفربول ووترز. |
| منتزه لوس كاتيوس الوطني                                | — | أنتيوكيا وتشوكو، · كولومبيا · 7°40′N 77°0′W / 7.667°N 77.000°W                                         | طبيعي: (ix), (x)                    | 1994        | 2009                 | إزالة الغابات، وصيد السمك غير المشروع والصيد البري. |
| منتزه مانوفو غوندا سانت فلوريس                         | A blank map of a rectangular-looking country with several rivers running through it. A location is marked in the north with a red dot.      | بامينغوي-بانغوران، · جمهورية أفريقيا الوسطى · 9°0′N 21°30′E / 9.000°N 21.500°E                         | طبيعي: (ix), (x)                    | 1988        | 1997                 | الرعي غير القانوني والصيد الجائر، وتدهور الوضع الأمني. |
| مئذنة جام                                              | A tall minaret in a river valley. At the top of the nearby mountains there are other, smaller structures.                                   | ولاية غور، · أفغانستان · 34°23′48″N 64°30′58″E / 34.39667°N 64.51611°E                                 | ثقافي: (ii), (iii), (iv)            | 2002        | 2002                 | عدم وجود الحماية القانونية، والافتقار إلى تدابير الحماية أو خطة الإدارة، وسوء حالة الموقع. |
| أبنية كوسوفو العائدة إلى القرون الوسطى                 | Stone church with various towers. | كوسوفو، · صربيا · 42°39′40″N 20°15′56″E / 42.66111°N 20.26556°E                                        | ثقافي: (ii)،(iii)،(iv)              | 2004        | 2006                 | انعدام الحماية القانونية والإدارية؛ عدم الاستقرار السياسي والأمني. |
| محمية جبل نيمبا الطبيعية المتكاملة                     | A chimpanzee in a tree. | ولاية لولا، · ساحل العاج* · غينيا* · 7°36′N 8°23′W / 7.600°N 8.383°W                                   | طبيعي: (ix), (x)                    | 1981        | 1992                 | تعدين خام الحديد في جزء من موقع التراث العالمي وتدفق عدد كبير من اللاجئين إلى الجانب الغيني من الموقع. |
| منتزه نيوكولو كوبا الوطني                              | Bird's eye view of a river running through a forested plain.                                                                                | منطقة تامباكوندا · ومنطقة كيدوغو، · السنغال · 13°0′N 12°40′W / 13.000°N 12.667°W                       | طبيعي: (x)                          | 1981        | 2007                 | تدهور المنطقة وانخفاض عدد الثدييات ومشاكل إدارية، فضلاً عن تأثير السد المقترح إنشاؤه على نهر غامبيا. |
| محمية الأكاب للحيوانات البرية                          | River lined by tropical vegetation. Many stones are found in the river.                                                                     | مقاطعة أوريونتال، · جمهورية الكونغو الديمقراطية · 2°0′N 28°30′E / 2.000°N 28.500°E                     | طبيعي: (x)                          | 1996        | 1997                 | نهب مرافق الحديقة وقتل الفيلة نتيجة لنزاع مسلح في المنطقة. |
| بلدة القدس القديمة                                     | View over a city. A large building with a golden cuppola is located in the background.                                                      | القدس لم تحدد اليونيسكو اسم الدولة 31°46′36″N 35°14′03″E / 31.77667°N 35.23417°E                       | ثقافي: (ii), (iii), (vi)            | 1981        | 1982                 | التنمية الحضرية غير المنضبطة، التدهور العام في حالة الحفظ بسبب السياحة وانعدام إجراءات المحافظة والصيانة. |
| الغابات المطيرة في اتسينانانا                          | نهر في المنطقة الجبلية من الغابات. | مدغشقر الغربية · مدغشقر · 14°28′S 49°42′E / 14.467°S 49.700°E                                          | طبيعي: (ix), (x)                    | 2007        | 2010                 | قطع الأشجار غير المشروع وصيد الليمور المهدد بالانقراض. |
| محمية المحيط الحيوي لريو بلاتانو                       | A river lined by tropical vegetation. Parts of trees are lying in the water.                                                                | لا ماسكيتيا، · هندوراس · 15°44′40″N 84°40′30″W / 15.74444°N 84.67500°W                                 | طبيعي: (vii), (viii), (ix), (x)     | 1982        | 1996–2007، 2011      | قطع الأشجار، صيد الأسماك واحتلال الأراضي، الصيد الجائر وضعف قدرة الدولة على إدارة الموقع بسبب ضعف القانون وانتشار تجار المخدرات. |
| آثار كيلوا كيسيواني وسونغو منارا                       | Vault of a ramshackled possibly ruined building.                                                                                            | جزيرة كيلوا، · تنزانيا · 8°57′28″S 39°31′22″E / 8.95778°S 39.52278°E                                   | ثقافي: (iii)                        | 1981        | 2004                 | التدهور المستمر للموقع بسبب عوامل مختلفة كالتآكل والغطاء النباتي. |
| حديقة سالونجا الوطنية                                  | River meandering through a wooded plain. | إكواتور · وبانداندو، · جمهورية الكونغو الديمقراطية · 2°0′S 21°0′E / 2.000°S 21.000°E                   | طبيعي: (vii), (ix)                  | 1984        | 1999                 | انهيار النظام المدني. |
| سامراء                                                 | | محافظة صلاح الدين، · العراق · 34°12′N 43°52′E / 34.200°N 43.867°E                                      | ثقافي: (ii), (iii), (iv)            | 2007        | 2007                 | الوضع الأمني المتزعزع الذي تلا الحرب على العراق وضعف إجراءات الحماية والإدارة التي يجب أن توفرها الدولة للموقع. |
| منتزه سيمين الوطني                                     | Mountain landscape with deep precipices. | أمهرة، · إثيوبيا · 13°11′N 38°4′E / 13.183°N 38.067°E                                                  | طبيعي: (vii), (x)                   | 1978        | 1996                 | تدهور الحياة الطبيعية. |
| تدمر                                                   | Ruins of stone buildigns with columns. | محافظة حمص، سوريا · 34°33′15″N 38°16′0″E / 34.55417°N 38.26667°E                                       | ثقافي: (i)(ii)(iv)                  | 1980        | 2013                 | صراع عسكري، الحرب الدائرة في البلاد. |
| تمبكتو                                                 | A street with a mud wall and a pyramid shaped mud building with sticks protruding from its wall.                                            | تمبكتو، · منطقة تمبكتو، · مالي · 16°46′24″N 2°59′58″W / 16.77333°N 2.99944°W                           | ثقافي: (ii), (iv), (v)              | 1988        | 2012                 | مهدد بسبب نزاع مسلح. |
| مدفن أسكيا                                             | هيكل من الطين مدعم بالعصي البارزة من الجدران.                                                                                               | غاو، · منطقة غاو، · مالي · 16°17′21.60″N 0°2′41.68″E / 16.2893333°N 0.0449111°E                        | ثقافي: (ii), (iii), (iv)            | 2004        | 2012                 | مهدد بسبب نزاع مسلح. |
| قبور الأمراء في بوغندا في كاسوبي                       | بيت على هيئة قبة، مصنوع من مواد طبيعية. | مقاطعة كمبالا، · أوغندا · 0°19′45″N 32°33′12″E / 0.32917°N 32.55333°E                                  | ثقافي: (i), (iii), (iv), (vi)       | 2001        | 2010                 | إلحاق الضرر بمبنى "موزيبو آزالا مبانغا"، بسبب حريق اندلع في آذار (مارس) 2010. |
| تراث الغابات الاستوائية المطيرة في سومطرة              | | سومطرة، · إندونيسيا · 02°30′S 101°30′E / 2.500°S 101.500°E                                             | طبيعي: (vii), (ix), (x)             | 2004        | 2011                 | الصيد الجائر، وقطع الأشجار غير المشروع، والتعدّي الزراعي، وخطط شق الطرق من خلال الموقع. |
| حديقة فيرونغا الوطنية                                  | منظر جبلي طبيعي تظهر فيه جذوع الأشجار والشجيرات التي أُحرقت.                                                                                 | كيفو الشمالية · وأوريونتال (مقاطعة)، · جمهورية الكونغو الديمقراطية · 0°55′N 29°10′E / 0.917°N 29.167°E | طبيعي: (vii), (viii), (x)           | 1979        | 1994                 | إزالة الغابات والصيد الجائر نتيجة لتدفق اللاجئين بسبب الحرب الأهلية الرواندية. |
| بتير                                                   | Batir.JPG. | · بتير، فلسطين · 31°43′11″N 35°7′50″E / 31.71972°N 35.13056°E                                          | ثقافي: (iv)(v)                      |             | 2014                 | الخطر ناجم عن فصل جدار إسرائيلي في الأراضي الفلسطينية المحتلة المزارعين عن أراضيهم التي تزرع على مدى قرون. |
| شحات                                                   | | الجبل الأخضر، · ليبيا · 32°49′30″N 21°51′30″E / 32.82500°N 21.85833°E                                  | ثقافي: (ii), (iii), (vi)            | 1982        | 2016-                | الحرب الأهلية الليبية (2014–الآن)، وجود الجماعات المسلحة قريباً من الموقع يسبب أضراراً محتملة أخرى. |
| لبدة الكبرى                                            | | الخمس، · ليبيا · 32°38′18″N 14°17′35″E / 32.63833°N 14.29306°E                                         | ثقافي: (i), (ii), (iii)             | 1982        | 2016-                | الحرب الأهلية الليبية (2014–الآن)، وجود الجماعات المسلحة قريباً من الموقع يسبب أضراراً محتملة أخرى. |
| صبراتة                                                 | | صبراتة، · ليبيا · 32°48′19″N 12°29′06″E / 32.80528°N 12.48500°E                                        | ثقافي: (iii)                        | 1982        | 2016-                | الحرب الأهلية الليبية (2014–الآن)، وجود الجماعات المسلحة قريباً من الموقع يسبب أضراراً محتملة أخرى. |
| شهرسبز                                                 | | ولاية قشقداريا، · أوزبكستان · 39°3′0″N 66°50′0″E / 39.05000°N 66.83333°E                               | Cultural: (iii), (iv)               | 2000        | 2016-                | تدمير المباني في الأحياء التي تعود للقرون الوسطى واستمرار التنمية الحضرية في الموقع. |
| جني (مالي)                                             | | جني، · مالي · 13°54′23″N 4°33′18″W / 13.90639°N 4.55500°W                                              | ثقافي: (iii), (iv)                  | 1988        | 2016-                | انعدام الأمن الإقليمي وتدهور حالة المدينة التاريخية وتآكل آثارها. |
| معالم مملكة سبأ                                        | | مأرب، اليمن15°25′36.76″N 45°20′6.82″E / 15.4268778°N 45.3352278°E                                      | ثقافي: (iii), (iv)                  | 2023        | 2023-                | تتعرض لأخطار محدقة بسبب النزاع الدائر في اليمن. |

## مواقع كانت مدرجة مسبقاً
ثمة عدد من المواقع التي تم إدراجها مسبقاً في قائمة المواقع المعرضة للخطر، لكنها شطبت من القائمة بعد إجراء التحسينات المطلوبة عليها وعلى إدارتها وحفظها. كان متنزه ايفرجليدز الوطني مدرجاً في قائمة الخطر من عام 1993 وحتى عام 2007، ثم أدرج مرة أخرى منذ عام 2010.
أما محمية المحيط الحيوي لريو بلاتانو فقد أدرجت من عام 1996 حتى 2007، ثم أدرجت مرة أخرى منذ عام 2011. لذا تجد كلا الموقعين مذكوران في القائمة السابقة.
| اسم الموقع                                | صورة للموقع | مكان الموقع                                                                                               | مواقع التراث العالمي | تاريخ الإدراج كموقع تراث (WHS) | التعرض للخطر         | السبب | المراجع                                        |
| ----------------------------------------- | --- | --- | -------------------- | ------------------------------ | -------------------- | --- | ---------------------------------------------- |
| أنغكور                                    | أنقاض هيكل كبير مع خمسة أبراج كبيرة في الجزء العلوي.                                                                                           | ، كمبوديا · 13°26′N 103°50′E / 13.433°N 103.833°E                                                         | ثقافي                | 1992                           | 1992–2004            | اقتصر إدراجه في قائمة الخطر على الفترة من 1993 حتى 1995، وخلال هذه الفترة بذلت جهود لحماية الموقع قانونياً وأُنشِئت مناطق وحدود عازلة، كما بذلت جهود دولية للمراقبة والتنسيق. في فترة وجود الموقع في قائمة الخطر، كانت كمبوديا تحت سيطرة الأمم المتحدة بعد الحرب الأهلية في ثمانينيات القرن العشرين. | [ 113 ] [ 114 ] [ 115 ]                        |
| قلعة بهلاء                                | جدران القلعة والبرج الحجرية. | ولاية بهلا، سلطنة عمان · 22°58′N 57°18′E / 22.967°N 57.300°E                                              | ثقافي                | 1987                           | 1988–2004            | تدهور هياكل الحصن الأرضية في واحة بهلاء | [ 116 ] [ 117 ] [ 118 ] [ 119 ]                |
| بم ومشهدها الثقافي                        | View over a large ruined city colored uniformly in a grey-brown tone. In the background there is a castle in overlooking the surrounding city. | محافظة كرمان، · إيران · 29°07′00.68″N 58°22′06.51″E / 29.1168556°N 58.3684750°E                           | ثقافي                | 2004                           | 2004–2013            | دمار في الموقع بسبب زلزال بم (2003) | [ 120 ] [ 121 ] [ 122 ]                        |
| بوترنت                                    | Ruins of an amphitheatre and other structures.                                                                                                 | منطقة ساراندي، ألبانيا · 39°45′N 20°01′E / 39.750°N 20.017°E                                              | ثقافي                | 1992                           | 1997–2005            | أضرار ناجمة عن سوء الإدارة والحفظ | [ 123 ] [ 124 ] [ 125 ]                        |
| كاتدرائية كولونيا                         | A large gothic style cathedral of grey to black colored stone.                                                                                 | شمال الراين-وستفاليا، ألمانيا · 50°56′29″N 6°57′29″E / 50.94139°N 6.95806°E                               | ثقافي                | 1996                           | 2004–2006            | خطة لبناء بناية شاهقة بالقرب من الكاتدرائية، ما يلحق الضرر بسلامة الممتلكات، شطب بعد وضع الخطة حيز التوقيف وعمل منطقة عازلة. | [ 126 ] [ 127 ] [ 128 ]                        |
| حديقة دجودج الوطنية للطيور                | Cormorants on a tree without leaves above some water.                                                                                          | بيفتش، السنغال · 16°30′N 16°10′W / 16.500°N 16.167°W                                                      | طبيعي                | 1981                           | 1984–1988، 2000–2006 | تهديد طويل الأمد جرّاء بناء سد أسفل المجرى (1984)؛ شطب (1988) حيث تم تعديل مسار تزويد الماء للمنتزه ببناء سد وإعداد خطة للإدارة؛ أدرج مرة أخرى عام 2000 بسبب التهديدات البيئية والاقتصادية التي سببتها الأنواع الدخيلة وبستيا فضلاً عن قضايا إدارة المياه في المنتزه.                               | [ 51 ] [ 129 ] [ 130 ] [ 131 ] [ 132 ] [ 133 ] |
| وادي إلبه درسدن#                          | منظر من تلة منخفضة الارتفاع تطل على نهر كبير يجري باتجاه مدينة كبيرة.                                                                          | ساكسونيا، ألمانيا · 51°03′N 13°49′E / 51.050°N 13.817°E                                                   | ثقافي                | 2004                           | 2006–2009            | خطط إعمار جسر فالدسلوشين في قلب المنطقة الثقافية، أزيل الوادي من قائمة مواقع التراث العالمي عام 2009 بعد بدء البناء نهاية عام 2007 (أنظر (مواقع التراث العالمي السابقة) | [ 134 ] [ 135 ]                                |
| دوبروفنيك                                 | Marina in a city with churches and a fort. | مقاطعة دوبروفنيك-نيريتفا، كرواتيا · 42°38′25″N 18°06′30″E / 42.64028°N 18.10833°E                         | ثقافي                | 1979                           | 1991–1998            | تأثير حرب الاستقلال الكرواتية | [ 136 ] [ 137 ] [ 138 ]                        |
| حصن لاهور وحدائق شاليمار في لاهور         | Entrance gate to a fort flanked by two large towers.                                                                                           | البنجاب، · باكستان · 31°35′25″N 74°18′35″E / 31.59028°N 74.30972°E                                        | ثقافي                | 1981                           | 2000–2012            | تدمير خزانات المياه التاريخية عام 1999 لتوسيع الطريق وتدهور الجدران المحيط بالحديقة، أدرج في قائمة الخطر بناء على طلب الحكومة الباكستانية | [ 139 ] [ 140 ]                                |
| أرخبيل غالاباغوس                          | Landscape with little vegetation, rocks and an isthmus.                                                                                        | مقاطعة غالاباغوس، الإكوادور · 0°40′S 90°30′W / 0.667°S 90.500°W                                           | طبيعي                | 1978                           | 2007–2010            | تهديدات مختلفة بما في ذلك وجود ضعف في صد احتمالات تواجد أنواع غريبة وعدم كفاية الموارد المخصصة لوكالات حفظ وإدارة الحديقة، ووجود عدد كبير من المهاجرين غير الشرعيين والنمو السريع غير المنضبط للسياحة والصيد المفرط والصيد بهدف الرياضة.                                                          | [ 141 ] [ 142 ] [ 143 ] [ 144 ]                |
| مجموعة معالم هامبي                        | Very high gate-like structure decorated with many niches.                                                                                      | منطقة بلري، الهند · 15°20′6″N 76°27′43″E / 15.33500°N 76.46194°E                                          | ثقافي                | 1986                           | 1999–2006            | بناء جسرين معلقين بكوابل ضمن منطقة الآثار المحمية في هامبي، ما هدد سلامة الموقع | [ 145 ] [ 146 ] [ 147 ]                        |
| الحديقة الوطنية بإشكل                     | Forested coastal mountains. | بنزرت، تونس · 37°10′N 9°40′E / 37.167°N 9.667°E                                                           | طبيعي                | 1980                           | 1996–2006            | بناء السدود، ما حدّ من تدفق المياه العذبة إلى المنطقة وتسبب في زيادة ملوحة البحيرة والمستنقعات وانخفاض أعداد أسراب الطيور المهاجرة. | [ 148 ] [ 149 ] [ 150 ]                        |
| منتزه إيغواسو الوطني                      | A large waterfall falling into a horseshoe shaped gorge.                                                                                       | ولاية بارانا، البرازيل · 25°41′S 54°26′E / 25.683°S 54.433°E                                              | طبيعي                | 1986                           | 1999–2001            | فتح طريق (استرادا دو كولونو) أي طريق المستوطنين) التي تمر عبر المنتزه،)، فضلاً عن بناء السدود على نهر إيغواسوا وتحليق طائرات الهليوكبتر. | [ 87 ] [ 151 ] [ 152 ]                         |
| وادي كاتماندو                             | Red-colored multi-storied building and tower like structure.                                                                                   | وادي كاتماندو، نيبال · 27°42′14″N 85°18′31″E / 27.70389°N 85.30861°E                                      | ثقافي                | 1979                           | 2003–2007            | فقدان جزئي لبعض العناصر التقليدية من 6 مناطق من أصل 7 ونتج عنه خسارة عامة في سلامة الموقع كله. | [ 153 ] [ 154 ] [ 155 ]                        |
| منطقة كوتور الطبيعية والثقافية والتاريخية | A town in rocky mountains next to a bay or lake.                                                                                               | خليج كوتور، كوتور والمنطقة المحيطة، الجبل الأسود · 42°29′N 18°42′E / 42.483°N 18.700°E                    | ثقافي                | 1979                           | 1979–2003            | دمار بسبب الزلزال الذي ضرب المنطقة في 15 نيسان (أبريل) 1979. | [ 156 ] [ 157 ] [ 158 ]                        |
| موئل ماناس للحيوانات                      | Hanging bridge over a river lined with tropical vegetation in a mountainous landscape.                                                         | آسام، الهند · 26°30′N 91°51′E / 26.500°N 91.850°E                                                         | طبيعي                | 1985                           | 1992–2011            | الصيد الجائر، الأضرار التي لحقت البنية التحتية ونقص عدد بعض أنواع الأحياء خاصة وحيد القرن بعد غزو المسلحين البودوويون عام 1992. | [ 159 ] [ 160 ] [ 161 ]                        |
| منطقة نجورونجورو المحمية                  | Bird's eye view over a largely unvegetated plain with a lake. In the distance a mountain range is visible.                                     | منطقة أروشا، تنزانيا · 3°11′S 35°32′E / 3.183°S 35.533°E                                                  | طبيعي                | 1978                           | 1984–1989            | تراجع الحماية | [ 162 ] [ 163 ] [ 164 ]                        |
| بحيرات بليتفيتش                           | Turqois colored lakes among white rocks. | مقاطعة ليكا سني، كرواتيا · 44°53′N 15°37′E / 44.883°N 15.617°E                                            | طبيعي                | 1979                           | 1992–1997            | تهديدات محتملة للموقع بسبب حرب الاستقلال الكرواتية | [ 165 ] [ 166 ] [ 167 ]                        |
| حقول الأرز على شكل مصطبات في جبال الفلبين | | إيفيغاو، · الفلبين · 16°55′N 121°3′E / 16.917°N 121.050°E                                                 | ثقافي                | 1995                           | 2001–2012            | غياب برنامج الرصد المنهجي أو خطة إدارية شاملة | [ 168 ] [ 169 ]                                |
| القصور الملكية في أبومية                  | Stone wall and a simple hut with decorations of animals and plants in colored relief.                                                          | إدارة زو، بنين · 7°11′26″N 1°59′36″E / 7.19056°N 1.99333°E                                                | ثقافي                | 1985                           | 1985–2007            | الحالة العامة متدهورة بسبب النزاعات مع إدارة الموقع | [ 170 ] [ 171 ] [ 172 ] [ 173 ]                |
| منتزه جبال رونزوري الوطني                 | Hills with grassland, trees and farmland in front of a mountain range.                                                                         | مقاطعة كابارول، مقاطعة بونديبوغيو ومقاطعة كاسيسي، أوغندا · 0°13′N 29°55′E / 0.217°N 29.917°E              | طبيعي                | 1994                           | 1999–2004            | الوضع الأمني وعدم توفر رقابة في معظم أجزاء المتنزه | [ 87 ] [ 174 ] [ 175 ]                         |
| منتزه سانغاي الوطني                       | منظر للجبل المغطى بالغابات. | مقاطعة تشمبورازو                                                                                          | طبيعي                | 1983                           | 1992–2005            | صيد غير مشروع بكثافة ورعي غير قانوني، تعدي وتهديد محتمل جرّاء مشاريع بناء الطرق | [ 176 ] [ 177 ] [ 178 ]                        |
| محمية سريبارنا الطبيعية                   | Lake in a landscape with low vegetation. | سريبارنا، مقاطعة سيليسترا، بلغاريا · 44°06′50″N 27°04′40″E / 44.11389°N 27.07778°E                        | طبيعي                | 1983                           | 1992–2003            | الوقاية من الفيضانات الموسمية واستخدام الزراعة مما أدى إلى انخفاض أو اختفاء أسراب الطيور المائية والجواثم | [ 179 ] [ 180 ] [ 181 ]                        |
| تمبكتو                                    | بناء هرمي الشكل، مع عدد من العصي التي تظهر من جدرانه.                                                                                          | دائرة تمبكتو ومنطقة تمبكتو، مالي · 16°46′24″N 2°59′58″W / 16.77333°N 2.99944°W                            | ثقافي                | 1988                           | 1990–2005            | تهديد من زحف الرمال | [ 182 ] [ 183 ] [ 184 ]                        |
| تيبازة                                    | عدة أقواس في مبنى مهدم. | ولاية تيبازة، الجزائر · 36°33′24″N 2°23′00″E / 36.55667°N 2.38333°E                                       | ثقافي                | 1982                           | 2002–2006            | صيانة غير كافية، ما يؤثر على سلامة الموقع والمنطقة العازلة | [ 185 ] [ 186 ] [ 187 ]                        |
| منجم فياليتشكا الملحي                     | غرفة كبيرة ومصابيح تتدلى من السقف، ونقوش على طول الجدران.                                                                                      | فياليتشكا، مقاطعة فياليتشكا، محافظة بولندا الصغرى، بولندا · 49°58′45″N 20°03′50″E / 49.97917°N 20.06389°E | ثقافي                | 1978                           | 1989–1998            | مشكلة الرطوبة | [ 164 ] [ 188 ] [ 189 ]                        |
| متنزه يلوستون الوطني                      | شلال كبير في جبال روكي. | وايومنغ ومساحة صغيرة من مونتانا وأيداهو، الولايات المتحدة · 44°30′N 110°50′W / 44.500°N 110.833°W         | طبيعي                | 1978                           | 1995–2003            | مخاطر مؤكدة تلحق بأسماك السلمون المرقط في يلوستون؛ كما توجد مشكلة تسرب مياه الصرف الصحي وتلوث المتنزه بالنفايات. تهديدات محتملة لكميات ونوعية المياه وأنشطة التعدين السابقة والمحتملة مستقبلاً، برنامج مراقبة مقترح للقضاء على داء البروسيلات في قطعان البيسون.                                    | [ 190 ] [ 191 ] [ 192 ]                        |
| كنيسة المهد                               | كنيسة المهد. | بيت لحم، فلسطين 31°42′16″N 35°12′27″E / 31.70444°N 35.20750°E                                             | طبيعي                | 2012                           | 2012–2019            | أضرار بسبب المياه | [ 193 ] [ 194 ] [ 195 ] [ 196 ]                |